# Марко Пачоне
Марко Пачоне (італ. Marco Pacione, нар. 27 липня 1963, Пескара) — італійський футболіст, що грав на позиції нападника за низку італійських клубних команд.
По завершенні ігрової кар'єри — спортивний функціонер.

## Ігрова кар'єра
Народився 27 липня 1963 року в Пескарі. Вихованець футбольної школи «Аталанти». Дорослу футбольну кар'єру розпочав 1982 року в основній команді того ж клубу на рівні Серії B. Швидко став основним нападником команди і допоміг їй в сезоні 1983/84 підвищитися в класі, забивши 15 голів у другому італійському дивізіоні і ставши його найкращим бомбардиром. в якій провів три сезони, взявши участь у 85 матчах чемпіонату. Тож у 1984/85 дебютував в іграх елітної Серія А, де Аталанта впевнено фінішувала у середині турнірної таблиці.
1985 років перспективного нападника запросив до своїх лав туринський «Ювентус». У новій команді протягом переможного для неї сезону 1985/86 Пачоне взяв участь лише у 12 іграх першості, в яких забитими голами йому відзначитися не вдалося. У грі на Міжконтинентальний кубок 1985 року, також виграний «Ювентусом», нападник участі не брав.
Влітку 1986 року гравець перейшов до «Верони», в якій знову почав регулярно відзначатися забитими голами. Відіграв за команду з Верони наступні три сезони своєї ігрової кар'єри.
згодом протягом 1989—1994 років грав за «Торіно», «Дженоа» та «Реджяну», у жодній з яких колишньої результативності вже не демонстрував.
Завершив ігрову кар'єру у «Мантові», за яку виступав протягом частини 1994 року на рівні третього італійського дивізіону.

## Титули і досягнення

### Командні
- Чемпіон Італії (1):

«Ювентус»: 1985-1986
- Володар Міжконтинентального кубка (1):

«Ювентус»: 1985

### Особисті
- Найкращий бомбардир Серії B (1):

1983/84 (15 голів)